# ميخائيل ديفيد فايفر
ميخائيل ديفيد فايفر (بالإنجليزية: Michael David Pfeifer)‏ هو كاهن كاثوليكي أمريكي، ولد في 18 مايو 1937 في ألامو في الولايات المتحدة.